# Verfremdungseffekt
Der Verfremdungseffekt (V-Effekt) ist ein literarisches Stilmittel und Hauptbestandteil des epischen Theaters nach Bertolt Brecht. Eine Handlung wird durch Kommentare oder Lieder so unterbrochen, dass beim Zuschauer jegliche Illusionen zerstört werden, sodass er der Theorie zufolge eine kritische Distanz zum Dargestellten einnehmen kann. Laut dem Kieler Lexikon der Filmbegriffe ist es der Zweck des Verfremdungseffekts „die Aufmerksamkeit der Zuschauer vom Ablauf des Geschehens auf die Sinngebung des Geschehens, die Konventionen der Darstellung und die oft nur impliziten ideologischen Determinanten des Spiels zu lenken.“

## Varianten
- Die Handlung wird z. B. durch Kommentare oder Zeitsprünge unterbrochen. Figuren treten aus der Rolle, wenden sich an das Publikum, um über das Geschehene zu diskutieren, und verlassen so den Rahmen des Schauspiels.
- Es werden alternative Handlungsmöglichkeiten aufgezeigt, die den Protagonisten unter anderen Umständen offengestanden hätten. Damit „ist gewonnen, daß der Zuschauer die Menschen auf der Bühne nicht mehr als ganz unveränderbare, unbeeinflußbare, ihrem Schicksal hilflos ausgelieferte dargestellt sieht. Er sieht: dieser Mensch ist so und so, weil die Verhältnisse so und so sind. Und die Verhältnisse sind so und so, weil der Mensch so und so ist. Er ist aber nicht nur so vorstellbar, wie er ist, sondern auch anders, so wie er sein könnte, und auch die Verhältnisse sind anders vorstellbar, als sie sind.“ (Bertolt Brecht)
- Stilisierte Sprache: Es wird zum Teil in Versen gesprochen. Manchmal werden den einzelnen Szenen auch Spruchbänder vorangestellt (z. B. in Leben des Galilei), in denen die Handlung vorweggenommen wird. Ziel dessen ist es, die Aufmerksamkeit des Zuschauers nicht auf den Verlauf des Stückes, sondern auf die Art und Weise, mit der die Handlung vorangetrieben wird, zu lenken.
- Die Bühnengestaltung ist oft sparsam, es werden wenige Requisiten eingesetzt. Häufig werden anstelle von zeitgemäßen Kostümen Straßenkleider verwendet.
- Auch die Schauspieler selbst müssen eine gewisse Distanz zu ihrer Rolle wahren, damit der Zuschauer die Protagonisten nicht als Identifikationsfiguren wahrnehmen kann. Damit wird eine einseitige Beeinflussung des Zuschauers vermieden, der Weg bzw. die Beweggründe des Protagonisten können vom Zuschauer kritisch betrachtet werden.
- Die Figuren haben oft gleichnishaften Charakter, sind „Niemand“- oder „Jedermann“-Gestalten, die beliebig austauschbar sind und exemplarischen Verhaltensweisen folgen. Es werden kaum Emotionen erregt, das epische Theater untersucht sie lediglich von außen.
- Der Zuschauer wird mit den zeitgenössischen, gesellschaftspolitischen Problemen konfrontiert, die meistens die Ursache für das Handeln der einzelnen Figuren sind. Dadurch soll der Zuschauer aktiviert werden, d. h. zum Eingreifen in Politik und Gesellschaft aufgefordert werden.
- Die Erzählweise verläuft in Kurven, ist also nicht linear oder chronologisch.

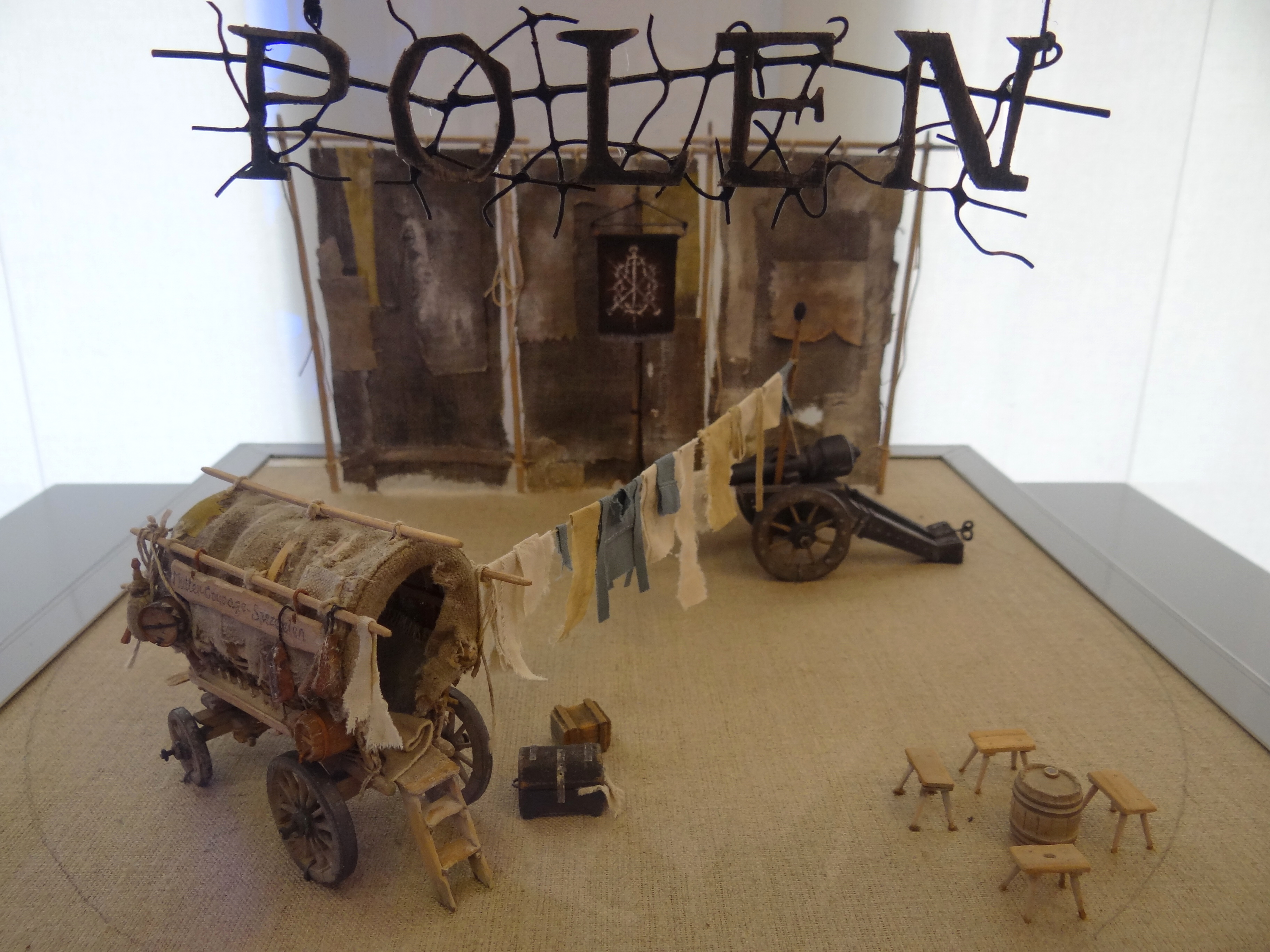
Modell eines Bühnenbildes für Mutter Courage

- Andere Mittel sind außerdem die Einbeziehung eines Chores als Kommentator (siehe aristotelisches Drama), die Verwendung von Schildern, Songs (bzw. Liedern) sowie neuen Medien (Projektionen, Diashows, kurze Filmsequenzen etc.). Auch das Verwenden von Dialekten kann als V-Effekt verstanden werden.

## Brechts Idee als Gegenpart zum aristotelischen Dramenbegriff
Brecht wandte sich gegen eine damals geläufige Interpretation des aristotelischen Dramenbegriffs. Seine Vorstellungen vom Aristotelischen waren stark von Lehrmeinungen des späten 19. Jahrhunderts beeinflusst, etwa von einer Deutung der Katharsis im Sinne der Einfühlungstheorie oder von der Autorität des Bühnennaturalismus, gegen die er sich auflehnte.
Im Gegensatz zur Identifikation in einem „aristotelischen Theater“, das auf Katharsis im Sinne einer Einfühlung von Darstellern und Zuschauern spekuliert, wird beim Epischen Theater auf die Wirkung des Verfremdungseffekts gesetzt. Statt der Einfühlung in die dargestellten Figuren soll Verfremdung zu einer Auseinandersetzung des Darstellers und des Zuschauers mit den Figuren führen. Durch Verfremdung wird eine Distanz zwischen den Zuschauern, Darstellern und gespielten Figuren geschaffen. Bühnenbild und Ausstattung dienen ebenso wie die Spielweise diesem Ziel. Die Aufmerksamkeit des Betrachters soll auf den Sinn des Spiels gelenkt werden, zum Zweck einer kritischen Auseinandersetzung mit dem Stück (Interpretation statt Identifikation).
„Einen Vorgang oder einen Charakter verfremden heißt zunächst einfach, dem Vorgang oder dem Charakter das Selbstverständliche, Einleuchtende zu nehmen und über ihn Staunen und Neugier zu erzeugen. […] Verfremden heißt also Historisieren, heißt Vorgänge und Personen als vergänglich darzustellen“
Brecht erhoffte sich, durch das Aufzeigen von alternativen Lösungen politische und kulturelle Veränderungen hervorrufen zu können.
Er verwendete in seinen Werken selten klassische Helden als Hauptfiguren, sondern meistens Figuren, die dem Zuschauer zwiespältig erscheinen (z. B. Shen Te, eine gutmütige Prostituierte, die in die Rolle eines gewissenlosen Mannes schlüpft, oder Mutter Courage, eine besorgte Mutter und zugleich opportunistische Geschäftsfrau), mit denen man sich nicht näher identifizieren und mit denen man daher auch nicht von vornherein mitfiebern kann. Diese Distanz soll die Objektivität des Zuschauers wahren.
Das Gewohnte soll im Verfremdeten erkannt werden; dazu ist eine aktive, aber distanzierte (rationale statt emotionale) Mitwirkung des Zuschauers erforderlich. Er soll sich als betroffen erkennen, um Schlussfolgerungen für sein eigenes Leben zu ziehen bzw. in die politischen und gesellschaftlichen Verhältnisse seiner Zeit einzugreifen.
Bertolt Brecht formuliert seine Überlegungen zur Verfremdung als politische Theorie, die das Ziel verfolgt, das theatrale Kontinuum vorübergehend still zu stellen. Brecht vertritt die These, dass das klassische Schema des Dramas wie z. B. von Sophokles überholt sei, da die Art des Zuschauens nicht zum Nachdenken, sondern lediglich zum Mitfühlen und Miterleben anrege. Die eigentliche Aufgabe des Theaters sieht er jedoch in der Belehrung des Zuschauers, der Aufforderung zum Mitdenken und infolgedessen auch zum aktiven Handeln.
Dabei sollte die kritisch-rationale Komponente in Brechts Konzeption nicht überbewertet werden, indem diese schlicht mit Gefühllosigkeit identifiziert wird. Brecht verstand sein Konzept weniger als Lehrmethode des Theaters, sondern wollte in erster Linie das Vergnügen und den karnevalesken, ambivalenten Spaß der Zustände in der realen Welt zugänglich machen.
In Brechts Werken werden hauptsächlich der Mensch, seine Beweggründe zum Handeln und sein Denken untersucht, ausgehend von der These, dass das „gesellschaftliche Sein“ das „Bewusstsein“ bestimme (Vorwort zur Kritik der politischen Ökonomie von Karl Marx).

## Kritik an der „anti-aristotelischen“ Dramaturgie
Dem Frankfurter Theaterwissenschaftler Hans-Thies Lehmann zufolge hat Brecht keinesfalls für eine Revolution des Theaters gesorgt, insofern als auch bei ihm die Fabel das zentrale Element aller Dramen und Inszenierungen geblieben ist und er, wie die übrigen Avantgardisten seiner Zeit, lediglich nach neuen Inszenierungsstrategien gesucht hat. Für Lehmann markiert erst die Aufgabe der Fabel, wie ein postdramatisches Theater sie vollzieht, die entscheidende Wende im Theater.